# Celina Jesionowska
Celina Jesionowska   (Łomża, 3 de novembre de 1933), de casada Gerwin i Orzechowska, és una atleta polonesa, ja retirada, especialista en curses de velocitat, que va competir durant les dècades de 1950 i 1960.
El 1960 va prendre part en els Jocs Olímpics d'Estiu de Roma, on va disputar dues proves del programa d'atletisme. Formant equip amb Teresa Wieczorek, Barbara Janiszewska i Halina Richter guanyà la medalla de bronze en la prova del 4x100 metres, mentre en els 200 metres quedà eliminada en sèries.
En el seu palmarès també destaca una medalla de bronze en els 4x100 metres del Campionat d'Europa d'atletisme de 1958, formant equip amb Maria Chojnacka, Barbara Janiszewska i Maria Bibro. També guanyà set campionats nacionals, tres en els 400 metres (1964, 1965 i 1966) i quatre en els 4x100 metres (1957, 1958, 1959 i 1960); i va establir quinze rècords de Polònia.

## Millors marques
- 100 metres. 11.8" (1958)
- 200 metres. 23.8" (1960)
- 400 metres. 55.4" (1966)
- salt de llargada. 5,85 metres (1959)[3][4]